# サンタ・ルチーア・デル・メーラ
サンタ・ルチーア・デル・メーラ（イタリア語: Santa Lucia del Mela）は、イタリア共和国シチリア州メッシーナ県にある、人口約4,600人の基礎自治体（コムーネ）。

## 地理

### 位置・広がり

#### 隣接コムーネ
隣接するコムーネは以下の通り。
- バルチェッローナ・ポッツォ・ディ・ゴット
- カザルヴェッキオ・シークロ
- カストロレアーレ
- フィウメディニージ
- フルチ・シークロ
- グアルティエーリ・シカミノ
- マンダニーチ
- メリ
- パーチェ・デル・メーラ
- パリアーラ
- サン・フィリッポ・デル・メーラ
- サン・ピエール・ニチェート